# Chromatin

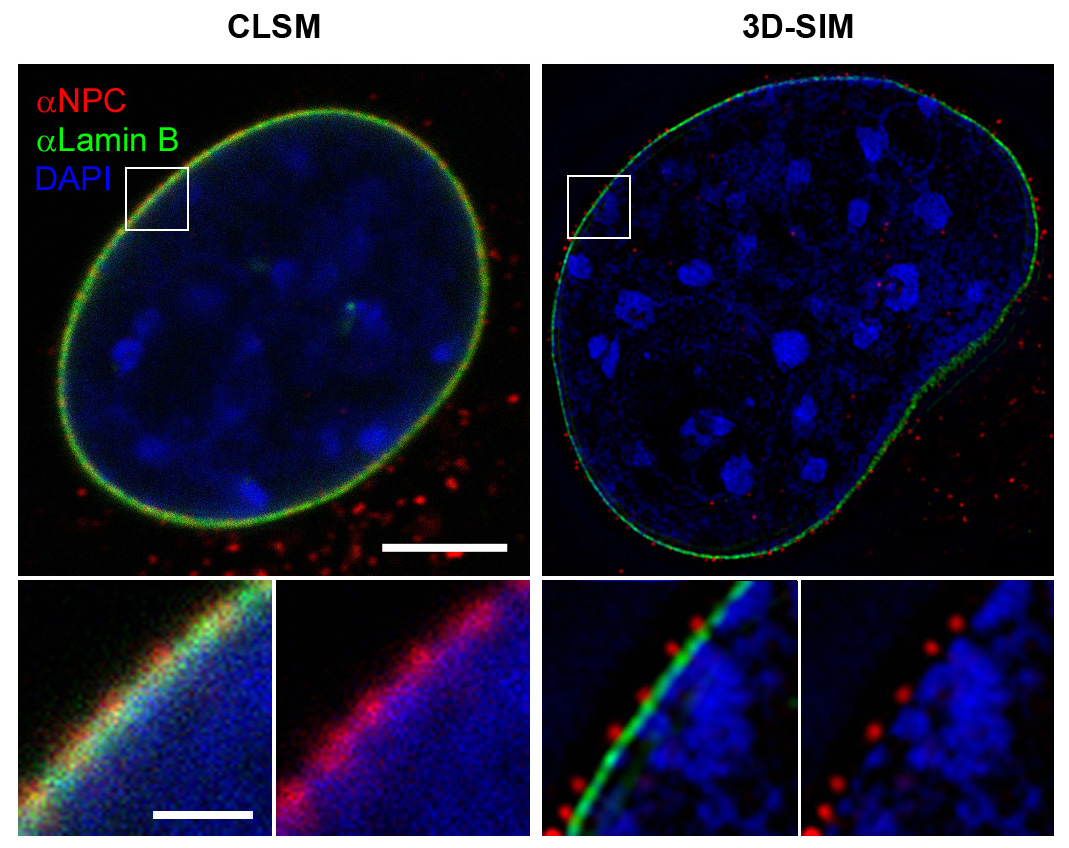
Chromatin (DAPI-Färbung, blau) in einem Mauszellkern. Links mit einem Konfokalmikroskop aufgenommen, rechts mit der verbesserten Auflösung eines 3D-SIM-Mikroskops. Daneben sind Kernporen (anti-NPC, rot) und die Lamina unter der Kernhülle dargestellt (anti-Lamin B, grün). In den Detailvergrößerungen rechts unten lässt sich erkennen, dass unter den Kernporen jeweils ein chromatinfreier Raum besteht. Der Maßstab entspricht 5 µm (oben) und 1 µm (unten).

Chromatin ist das Material, aus dem die Chromosomen bestehen. Es handelt sich um einen Komplex aus DNA und speziellen Proteinen, von denen wiederum etwa die Hälfte Histone sind. Der Name kommt von griech. chroma (Farbe), weil sich Chromatin mit basischen Kernfarbstoffen anfärben lässt. Im Lichtmikroskop erscheint es als sichtbares Fadengerüst im Zellkern einer eukaryotischen Zelle. Im funktionalen Sinn gilt alles, was sich während der Teilung des Zellkerns (Mitose oder Meiose) in den Chromosomen wiederfindet, als Chromatin – ausgenommen einige Strukturproteine. Chromatin ist neben den Nucleoli, der Kern-Grundsubstanz und der Kernhülle eine wichtige Strukturkomponente des Zellkerns (Nucleus).
Chromatin besteht aus der DNA, die um die Histone gewickelt ist, sowie aus weiteren Proteinen, die sich an die DNA anlagern. DNA und Histone bilden die Nucleosomen, die kettenförmig aneinandergereiht sind. Die Nucleosomen werden mit Hilfe der Nichthiston-Proteine dichter gepackt. Chromatin ist somit das Produkt von Interaktionen der eukaryotischen DNA mit unterschiedlichen DNA-Bindeproteinen, die einen kompakten filamentösen Komplex bilden, den sogenannten Desoxyribonucleoprotein-Komplex, man spricht auch von Chromatinfasern oder Chromatinfäden (englisch: chromatin fibers). Durch die Komplexbildung werden die langen chromosomalen DNA-Stränge in ihrer Länge um das rund 10.000- bis 50.000-fache verkürzt (kondensiert), sodass sie in den Zellkern passen. Trotz der dichten Packung der DNA liegen die Chromosomen weiterhin in einer Form vor, die regulatorischen Proteinen Zugang zur DNA erlaubt, so dass die Biosynthese von RNA und Proteinen aus den genetischen Informationen (Genexpression) bzw. die Duplikation der chromosomalen DNA (Replikation) möglich ist.
Während der Mitose und Meiose kondensieren die Chromosomen, so dass sie im Lichtmikroskop erkennbar werden. Die kleinsten lichtmikroskopisch sichtbaren Chromatinstrukturen nennt man Chromonema.
Das Verständnis der Chromatinstruktur und ihres Beitrags zu Regulation der Gene ist Gegenstand der Epigenetik.
Chromatinstrukturen machen Stäbchen bei nachtaktiven Säugetieren empfindlicher, da sie die Lichtausbreitung beeinflussen. Bei Nicht-Säugern ist das Phänomen noch nicht untersucht worden (Stand 2010).

## Chromatin-Typen
Es werden zwei Typen von Chromatin unterschieden:
- Euchromatin, dessen DNA aktiv ist, d. h., zu Proteinen exprimiert werden kann. Die euchromatischen Abschnitte des Chromosoms weisen keine Unterschiede in ihrer Struktur auf, gleichgültig, in welchem Kondensationsgrad sich ein Chromosom befindet.
- Heterochromatin, das hauptsächlich aus inaktiver DNA besteht. Es scheint strukturelle Funktionen in den verschiedenen Kondensationsstufen auszuüben. Die heterochromatischen Abschnitte des Chromosoms weisen in der Interphase den gleichen Kondensationsgrad auf wie in der Metaphase, d. h., es bleibt auch im Interphasekern kondensiert und tritt in Form dichter Chromozentren in Erscheinung. Heterochromatin kann in zwei Untertypen unterteilt werden:
  - Konstitutives Heterochromatin, das nie exprimiert wird. Es findet sich im Bereich des Centromers und besteht gewöhnlich aus repetitiven (sich wiederholenden) DNA-Sequenzen.
  - Fakultatives Heterochromatin, das manchmal exprimiert wird.

Eine weitere begriffliche Abgrenzung kann somit auch nach den Kernteilungsphasen getroffen werden: Hierbei ist das Interphasechromatin gegenüber dem Metaphasechromatin mit seinen sehr kompakten Chromosomen stark aufgelockert.
Prokaryonten haben im Gegensatz zu Eukaryonten eine ringförmige DNA-Struktur. Die Eukaryonten haben Chromosomen, die die Struktur der DNA bilden.

## Zeittafel wichtiger Entdeckungen
- 1842: Chromosom (Struktur) (Carl Wilhelm von Nägeli)
- 1874: Nukleinsäure (Friedrich Miescher)
- 1879: prägt Walther Flemming den Begriff Chromatin.
- 1883: August Weismann verbindet Chromatin mit der Vererbung.
- 1884: Albrecht Kossel entdeckt Histone.
- 1888: Sutton und Boveri schlagen die Theorie der Kontinuität von Chromatin während des Zellzyklus vor.[4]
- 1888: Wilhelm Waldeyer prägt den Begriff Chromosom
- 1910: Chromosomen sind die Träger der Gene (Thomas Hunt Morgan)
- 1928: Emil Heitz prägt den Begriff Heterochromatin und Euchromatin.
- 1942: Conrad Waddington postuliert die epigenetischen Landschaften.
- ca. 1945 Basenpaarung von Adenin und Thymin sowie Cytosin und Guanin postuliert (Erwin Chargaff, Chargaff-Regeln)
- 1948: Rollin Hotchkiss entdeckt DNA-Methylierung[5]
- 1953: Die DNA-Struktur wird aufgeklärt von James Watson, Francis Crick, Maurice Wilkins, Rosalind Franklin[6]
- 1961: Aufklärung der genetischen Struktur (Marshall Warren Nirenberg, Heinrich Matthaei)
- 1961: Mary Lyon postuliert das Prinzip der X-Inaktivierung.
- 1966: Histon-Modifikationen/-Acetylierung (Vincent Allfrey)
- 1973:/1974 Chromatinfasern werden entdeckt
- 1973:–75 Vom nu-Body zum Nukleosom (Ada Olins, Donald Olins, Roger Kornberg)
- 1975: Nukleosomen-Überstruktur/Solenoid (John T. Finch und Aaron Klug)
- 1975: Pierre Chambon prägt den Begriff der Nukleosomen.
- 1976: Chromatinfäden werden entdeckt[7]
- 1982: Chromosomenterritorien werden entdeckt[8]
- 1984: John T. Lis entwickelt die Chromatin-Immunpräzipitationstechnik.[9]
- 1996 wurde mit der Backhefe das erste Genom eines Eukaryonten veröffentlicht.[10]
- 2002: Job Dekker entwickelt die Chromosome Conformation Capture (3C) Technik.[11]
- 2006: Marieke Simons entwickelt die 4C-[12], Dostie die 5C-Methode[13]
- 2007: B. Franklin Pugh entwickelt die ChIP-Seq-Technik.[14]
- 2009: Lieberman-Aiden und Job Dekker erfindet die Hi-C-Technik[15], Melissa J. Fullwood erfindet die ChIA-Pet-Technik.[16]
- 2012: Eine Gruppe der Ren-Labs und die von Edith Heard und Job Dekker geleiteten Gruppen entdecken Topologically Associated Domains (TADs) bei Säugetieren.[17][18]